# دانييل يوهانسون
دانييل يوهانسون (بالسويدية: Daniel Johansson)‏ (28 يوليو 1987 السويد السويد - ) هو لاعب كرة قدم سويدي يلعب كمدافع.

## روابط خارجية
- دانييل يوهانسون على موقع اتحاد السويد (السويدية)
- دانييل يوهانسون على موقع قاعدة بيانات كرة القدم.إي يو (الإنجليزية)
- دانييل يوهانسون على موقع Soccerway.com (الإنجليزية)